# Aphelariaceae
Aphelariaceae (лат.) — семейство грибов, входящее в порядок Лисичковые (Cantharellales).

## Описание
Плодовые тела рамариевидные, разветвлённые, небольшие, многочисленные, хрупкие, окрашены обычно в беловатые, розоватые или коричневатые тона. Гифы с пряжками или без них. Цистиды отсутствуют. Базидии булавовидной формы, в отличие от близкого семейства Clavulinaceae, с тремя или четырьмя стеригмами. Споры эллиптической, яйцевидной или цилиндрической формы, с гладкой поверхностью, неамилоидные.

## Экология
Экология большинства видов не изучена, вероятно, они являются сапротрофами, произрастающими на растительных остатках. Большая часть видов известна из тропических районов южного полушария.

## Таксономия
По данным Словаря грибов Эйнсуорта и Бисби, семейство включает три рода и 22 вида грибов.
- Aphelaria Corner, 1950
- Phaeoaphelaria Corner, 1953
- Tumidapexus D.A. Crawford, 1954